# Bessemer (Alabama)
Bessemer is een plaats (city) in de Amerikaanse staat Alabama, en valt bestuurlijk gezien onder Jefferson County.

## Demografie
Bij de volkstelling in 2000 werd het aantal inwoners vastgesteld op 29.672.
In 2006 is het aantal inwoners door het United States Census Bureau geschat op 28.416, een daling van 1256 (-4,2%).

## Geografie
Volgens het United States Census Bureau beslaat de plaats een oppervlakte van
105,6 km², waarvan 105,4 km² land en 0,2 km² water. Bessemer ligt op ongeveer 176 m boven zeeniveau.

## Plaatsen in de nabije omgeving
De onderstaande figuur toont de plaatsen in een straal van 16 km rond Bessemer.